# クライド (潜水艦)
クライド (HMS Clyde, N12) はイギリス海軍の潜水艦。リバー級。

## 艦歴
1934年3月15日進水。
1940年5月、スカンジナビア半島沖でドイツ仮装巡洋艦「ヴィダー」を攻撃するが追い払われる。同年6月、ドイツ戦艦「グナイゼナウ」を雷撃。艦首に魚雷を命中させ、修理のためトロンハイムへの帰還を余儀なくさせた。
同年7月、「クライド」はノルウェー漁船「SF 52」を沈めた。また、潜水艦「トルーアント」を誤って攻撃したが、幸運にも命中はしなかった。
1941年6月、「クライド」は地中海でイタリア商船2隻と哨戒艇2隻を沈めた。 
1945年5月、3隻の日本船を沈めた。
第2次世界大戦を生き延び、1946年7月30日に除籍。売却・解体される。